# Station Gießen
Station Gießen is het hoofdstation van de Duitse Spoorwegen (DB) in Gießen, gelegen in de deelstaat Hessen. Hier stoppen IC-, stop-- en sneltreinen. Het station behoort toe de tweede Duitse stationscategorie.
Vanuit Gießen kan men per IC en Sneltrein naar onder andere Keulen, Kassel, Frankfurt am Main, Berlijn, Hamburg, Karlsruhe, München en Salzburg reizen.
Het station telt 6 perrons. De gangen bevinden zich onder de 11 reizigerssporen. 

## Treinverbindingen
De volgende treinseries stoppen momenteel (2016) in Gießen:
| Serie | Treinsoort                        | Route | Bijzonderheden                                                                          |
| ----- | --------------------------------- | --- | --------------------------------------------------------------------------------------- |
| IC 26 | Intercity (DB Fernverkehr)        | [ [ Westerland (Sylt) – Husum ] / [ Hamburg-Altona ] – Hamburg Dammtor ] / [ Ostseebad Binz – Stralsund Hbf – Rostock Hbf – Bützow – Bad Kleinen – Schwerin Hbf ] – Hamburg Hbf – Hamburg-Harburg – Lüneburg – Uelzen – Celle – Hannover Hbf – Göttingen – Kassel-Wilhelmshöhe – [ Marburg (Lahn) – Gießen – Frankfurt (Main) Hbf – Darmstadt Hbf – Bensheim – Weinheim (Bergstraße) – Heidelberg Hbf – Bruchsal – Karlsruhe Hbf ] / [ Fulda – Würzburg Hbf – Ansbach – Augsburg Hbf – [ Buchloe – Kempten (Allgäu) Hbf – Immenstadt – Oberstdorf ] / [ München Ost – Rosenheim – [ Prien a Chiemsee – Traunstein – Freilassing – Berchtesgaden ] / [ Kufstein – Innsbruck Hbf ] ] | Enkele treinen vanaf Binz en Westerland, enkele treinen vanaf Kassel richting Augsburg. |
| RE 25 | Regional-Express (DB Regio)       | Gießen – Wetzlar – Weilburg – Limburg (Lahn) – Koblenz Hbf |                                                                                         |
| RE 30 | Regional-Express (DB Regio Mitte) | Frankfurt (Main) Hbf – Friedberg (Hess) – Gießen – Marburg (Lahn) – Neustadt (Hess) – Treysa – Kassel Hbf |                                                                                         |
| RE 99 | Regional-Express (HLB)            | Siegen – Dillenburg – Herborn (Dillkreis) – Wetzlar – Gießen – (Friedberg (Hess) – Frankfurt (Main) Hbf) | Main-Sieg-Express 1x per twee uur van/naar Frankfurt                                    |
| RB 40 | Regionalbahn (DB Regio Mitte)     | Frankfurt (Main) Hbf – Friedberg (Hess) – Butzbach – Gießen – Herborn – Wetzlar – Dillenburg |                                                                                         |
| RB 41 | Regionalbahn (DB Regio Mitte)     | Frankfurt (Main) Hbf – Friedberg (Hess) – Butzbach – Gießen – Marburg (Lahn) – Cölbe – Stadtallendorf – Neustadt (Hess) – Treysa |                                                                                         |
| RB 45 | Regionalbahn (HLB)                | Limburg (Lahn) – Eschhofen – Kerkerbach – Aumenau – Weilburg – Löhnberg – Stockhausen – Albshausen – Wetzlar – Gießen – Großen Buseck – Reiskirchen (Kr Gießen) – Grünberg – Mücke (Hess) – Nieder Ohmen – Ehringshausen (Oberhess) – Alsfeld – Wallenrod – Lauterbach (Hess) Nord – Bad Salzschlirf – Großenlüder – Fulda |                                                                                         |
| RB 46 | Regionalbahn (HLB)                | Gießen – Hungen – Nidda – Glauburg-Stockheim – Büdingen – Gelnhausen |                                                                                         |
| RB 49 | Regionalbahn (DB)                 | Gießen – Friedberg (Hess) – Nidderau – Hanau Hbf |                                                                                         |

0,0: Köln Messe/Deutz ·
Köln Trimbornstraße ·
2,4: Köln-Kalk ·
Köln Airport-Businesspark ·
7,2: Porz-Gremberghoven ·
Köln Steinstraße ·
9,6: Porz (Rhein) ·
12,4: Porz-Wahn ·
16,9: Spich ·
19,7: Troisdorf ·
24,3: Siegburg/Bonn ·
30,8: Hennef (Sieg) ·
32,7: Hennef im Siegbogen ·
35,3: Blankenberg (Sieg) ·
38,4: Merten (Sieg) ·
43,0: Eitorf ·
49,8: Herchen ·
55,0: Dattenfeld (Sieg) ·
58,3: Schladern (Sieg) ·
60,1: Rosbach (Sieg) ·
64,8: Au (Sieg) ·
66,5: Opperzau ·
67,3: Etzbach ·
71,3: Wissen (Sieg) ·
73,3: Kleehahn ·
75,3: Niederhövels ·
79,7: Scheuerfeld (Sieg) ·
83,0: Betzdorf (Sieg) ·
84,7: Grünebacherhütte ·
85,7: Grünebach Ort ·
86,9: Sassenroth ·
88,0: Königsstollen ·
90,1: Herdorf ·
91,5: Struthütten ·
92,9: Altenseelbach ·
93,9: Neunkirchen (Siegen) ·
95,4: Zeppenfeld ·
96,8: Wiederstein ·
98,9: Wahlbach (Siegen) ·
100,9: Burbach (Siegen) ·
104,7: Würgendorf Ort ·
105,9: Würgendorf ·
109,0: Holzhausen (Siegen) ·
111,3: Niederdresselndorf ·
116,3: Allendorf (Dillkreis) ·
117,3: Haiger Obertor ·
119,3: Haiger ·
121,4: Sechshelden ·
125,0: Dillenburg ·
127,1: Niederscheld (Dillkreis) ·
129,0: Burg (Dillkreis) ·
130,8: Herborn (Dillkreis) ·
135,0: Sinn ·
137,1: Edingen (Wetzlar) ·
139,4: Katzenfurt ·
143,5: Ehringshausen (Wetzlar) ·
146,0: Werdorf ·
149,4: Aßlar ·
153,4: Wetzlar ·
160,6: Dutenhofen ·
166,0: Gießen